# Lei Afonso Arinos
A Lei Afonso Arinos (Lei 1390/51 de 3 de julho de 1951) é uma lei proposta por Afonso Arinos de Melo Franco (1905-1990) e promulgada por Getúlio Vargas em 3 de julho de 1951 que proíbe a discriminação racial no Brasil. É o primeiro código brasileiro a incluir entre as contravenções penais a prática de atos resultantes de preconceito de raça e cor da pele.
- A lei prevê igualdade de tratamento e direitos iguais. Nenhum estabelecimento pode maltratar ou deixar de atender o cliente por preconceito de cor de pele. Nesse caso, o agressor e o responsável pelo estabelecimento comercial pode sofrer um processo de contravenção. Em caso de funcionário público, a pena prevista é a perda do cargo e em caso de reincidência, pode ser embargado o estabelecimento público.[3]
- Há críticas quanto à aplicação da lei, principalmente em lugares de maior intimidade ou no interior do lar e que pune apenas em lugares públicos.
- Além disso, a punição pode ocorrer apenas no caso de flagrante ou após confirmação de testemunhas e do próprio acusado, e por essas razões o ofensor geralmente livra-se da pena.[4]

## História
No segundo volume de suas memórias, Afonso Arinos, então deputado em sua primeira legislatura, conta que o que o levou a redigir, num fim de semana, e propor o projeto de lei contra a discriminação racial foi um episódio de racismo sofrido pelo seu motorista José Augusto, negro casado com uma catarinense de ascendência alemã. Narra Afonso Arinos: "Certa vez procurou-me, revoltado, para dizer que o empregado espanhol de uma confeitaria de Copacabana, após ter admitido a entrada da mulher e dos filhos, barrou-lhe a porta com a recomendação de que ficasse esperando pela família, do lado de fora. Isto era demais, no Brasil, sobretudo considerando-se que os agentes da injustiça eram quase sempre gringos, ignorantes das nossas tradições e insensíveis aos nossos velhos hábitos de fraternidade racial." Nessa mesma época, "uma dançarina americana, de raça negra, tivera hospedagem negada por um dos grandes hotéis de São Paulo. O projeto, com assinaturas de apoio de vários deputados, entre eles Café Filho, Gilberto Freyre e Gustavo Capanema, foi apresentado em plenário em 7 de julho de 1950. Em agosto recebeu o parecer favorável da Comissão de Justiça da Câmara e em junho de 1951, o projeto, tendo sido aprovado no Senado, seguiu para a sanção do presidente Getúlio Vargas, empossado naquele ano. Afonso Arinos conta que "Getúlio hesitava em assinar a lei antirracista" por lhe parecer "demagogia da UDN", mas foi aconselhado por seu Ministro da Justiça, Francisco Negrão de Lima, a sancioná-la. Publicada a lei, os getulistas tentaram designá-la como "Lei Getúlio Vargas", mas a imprensa denunciou a manobra, e a lei acabou sendo conhecida como "Lei Afonso Arinos".